# Albert Hopkins
Pour les articles homonymes, voir Hopkins.
Albert Jarvis Hopkins, né le 15 août 1846 et mort le 23 août 1922, est un homme politique américain, membre du Parti républicain et sénateur de l'Illinois de 1903 à 1909.